# Trolleybus de Seraing
Le trolleybus de Seraing est un ancien réseau de trolleybus qui desservait la ville de Seraing.

## Histoire
| Infrastructure |                                                               |
|                | Dépôt, installation technique ou voyageurs (stations, gares). |
|                | Voie de service ou de fret.                                   |
| Lignes         |                                                               |
|                | Autobus                                                       |
|                | Métro                                                         |
|                | Tramway à traction autonome (diesel, vapeur...)               |
|                | Tramway à traction électrique                                 |
|                | Trolleybus                                                    |
| 15(18)         | Ligne (service partiel, prolongé ou variante)                 |

Lignes au 1er janvier 1950 :
- Seraing Banque - Saint-Georges-sur-Meuse La Mallieue
- Seraing Banque - Seraing Place de la Chatqueue

## Matériel roulant
| Illustration | Modèle                           | Nombre | Numéros | Mise en service | Réforme | Remarques |
| ------------ | -------------------------------- | ------ | ------- | --------------- | ------- | --------- |
|              | Guy BTX/SNCV                     | 2      |         | 1942 (ex. SNCV) |         |           |
|              | Type 400                         | 4      | 401-404 |                 |         |           |
|              | Type 500                         | 2      | 501-502 |                 |         |           |
|              | Type 700 (type 6000 TB 2e série) | 2      | 701-702 | 1947 (ex. TB)   |         |           |